# Новково
Новково — деревня в Удомельском городском округе Тверской области.

## География
Деревня находится в северной части Тверской области на расстоянии приблизительно 15 км на восток по прямой от железнодорожного вокзала города Удомля.

## История
Ранее здесь располагалась деревня Старая (Старое Дальнее) с 11 дворами (1859). До 2015 года входила в состав Еремковского сельского поселения до упразднения последнего. С 2015 года в составе Удомельского городского округа.

## Население
Численность населения: 97 человек (1859), 47 (русские 98 %) в 2002 году, 56 в 2010.